# Nieuw-Zeeland op de Olympische Winterspelen 2014
Nieuw-Zeeland nam deel aan de Olympische Winterspelen 2014 in Sotsji, Rusland.
Van de vijftien leden tellende delegatie (zeven mannen en acht vrouwen) die Nieuw-Zeeland vertegenwoordigden bij de vijftiende deelname van het land aan de Winterspelen, nam skeletonner Ben Sandford voor de derde opeenvolgende keer deel. Schaatser Shane Dobbin en snowboardster Rebecca Sinclair namen voor de tweede keer deel. Byron Wells was de enige die niet in wedstrijdverband uitkwam.

## Deelnemers en resultaten
(m) = mannen, (v) = vrouwen 

### Alpineskiën
| Olympiër     | Onderdeel        | Resultaat | Prestatie                                                            |
| ------------ | ---------------- | --------- | -------------------------------------------------------------------- |
| Adam Barwood | reuzenslalom (m) | 44e       | 1e run: 1.28,51 (49e) 2e run: 1.28,89 (43e) totaal: 2.57,40 (+12,11) |
| Adam Barwood | slalom (m)       | 25e       | 1e run: 1.54,21 (50e) 2e run: 1.01,97 (25e) totaal: 1.56,18 (+14,34) |

### Freestyleskiën
| Olympiër                 | Onderdeel      | Resultaat | Prestatie                                               |
| ------------------------ | -------------- | --------- | ------------------------------------------------------- |
| Lyndon Sheehan           | halfpipe (m)   | 9e        | kwalificatie: 78.20 / 80.00 (8e) finale: 55.20 / 72.60  |
| Byron Wells              | halfpipe (m)   |           | niet gestart                                            |
| Beau-James Wells         | halfpipe (m)   | 6e        | kwalificatie: 76.80 / 66.40 (10e) finale: 62.00 / 80.00 |
| Beau-James Wells         | slopestyle (m) | 21e       | kwalificatie: 36.00 / 66.00 (21e)                       |
| Josiah Wells             | halfpipe (m)   | 4e        | kwalificatie: 83.00 / 49.40 (5e) finale: 85.60 / 78.40  |
| Josiah Wells             | slopestyle (m) | 11e       | kwalificatie: 82.80 / 83.40 (10e) finale: 60.60 / 50.00 |
|                          |                |           |                                                         |
| Janina Kuzma             | halfpipe (v)   | 5e        | kwalificatie: 73.80 / 75.20 (7e) finale: 77.00 / 74.80  |
| Anna Willcox-Silfverberg | slopestyle (v) | 15e       | kwalificatie: 62.40 / 34.40                             |

### Schaatsen
| Olympiër     | Onderdeel    | Resultaat | Prestatie         |
| ------------ | ------------ | --------- | ----------------- |
| Shane Dobbin | 5000 m (m)   | 14e       | 6.26,90 (+16,14)  |
| Shane Dobbin | 10.000 m (m) | 7e        | 13.16,42 (+31,97) |

### Skeleton
| Olympiër          | Onderdeel | Resultaat | Prestatie                               |
| ----------------- | --------- | --------- | --------------------------------------- |
| Ben Sandford      | Mannen    | 20e       | 3.51,21 (58,00 / 57,75 / 57,79 / 57,67) |
|                   |           |           |                                         |
| Katharine Eustace | Vrouwen   | 11e       | 3.56,21 (59,52 / 59,46 / 58,69 / 58,54) |

### Snowboarden
| Olympiër         | Onderdeel      | Resultaat | Prestatie                                                                 |
| ---------------- | -------------- | --------- | ------------------------------------------------------------------------- |
| Rebecca Sinclair | halfpipe (v)   | 21e       | kwalificatie heat 1: 32.25 / 48.25 (11e)                                  |
| Shelly Gotlieb   | slopestyle (v) | 15e       | kwalificatie heat 1: 18.00 / 30.75 (11e) halve finale: 63.25 / 33.75 (7e) |
| Stefi Luxton     | slopestyle (v) | 16e       | kwalificatie heat 1: 59.75 / 34.25 (8e) halve finale: 18.25 / 60.25 (8e)  |
| Christy Prior    | slopestyle (v) | DNF       | kwalificatie heat 1: 60.50 / 70.50 (7e) halve finale: niet gestart        |
| Rebecca Torr     | slopestyle (v) | 18e       | kwalificatie heat 1: 70.75 / 33.75 (6e) halve finale: 27.25 / 32.50 (10e) |